# Паяла
Паяла (на шведски: Pajala) е малък град в североизточна Швеция, лен Норботен. Главен административен център на едноименната община Паяла. Разположен е около река Торнеелвен на 10 km от границата с Финландия. Намира се на около 920 km на североизток от централната част на столицата Стокхолм и на около 180 km на североизток от главния град на лена Люлео. Населението на града е 1958 жители според данни от преброяването през 2010 г.